# Party Favor
Party Favor è un singolo della cantante statunitense Billie Eilish, pubblicato il 21 aprile 2018 come settimo estratto dal primo EP Don't Smile at Me.

## Tracce
Testi e musiche di Finneas O'Connell e Billie Eilish O'Connell, eccetto dove indicato.
Download digitale
1. Party Favor – 3:24

7"
1. Party Favor
2. Hotline Bling (Aubrey Graham, Paul Jefferies, Timmy Thomas)

## Formazione
- Billie Eilish – voce
- Finneas O'Connell – produzione, ingegneria del suono, missaggio
- John Greenham – mastering